# Maz Jobrani

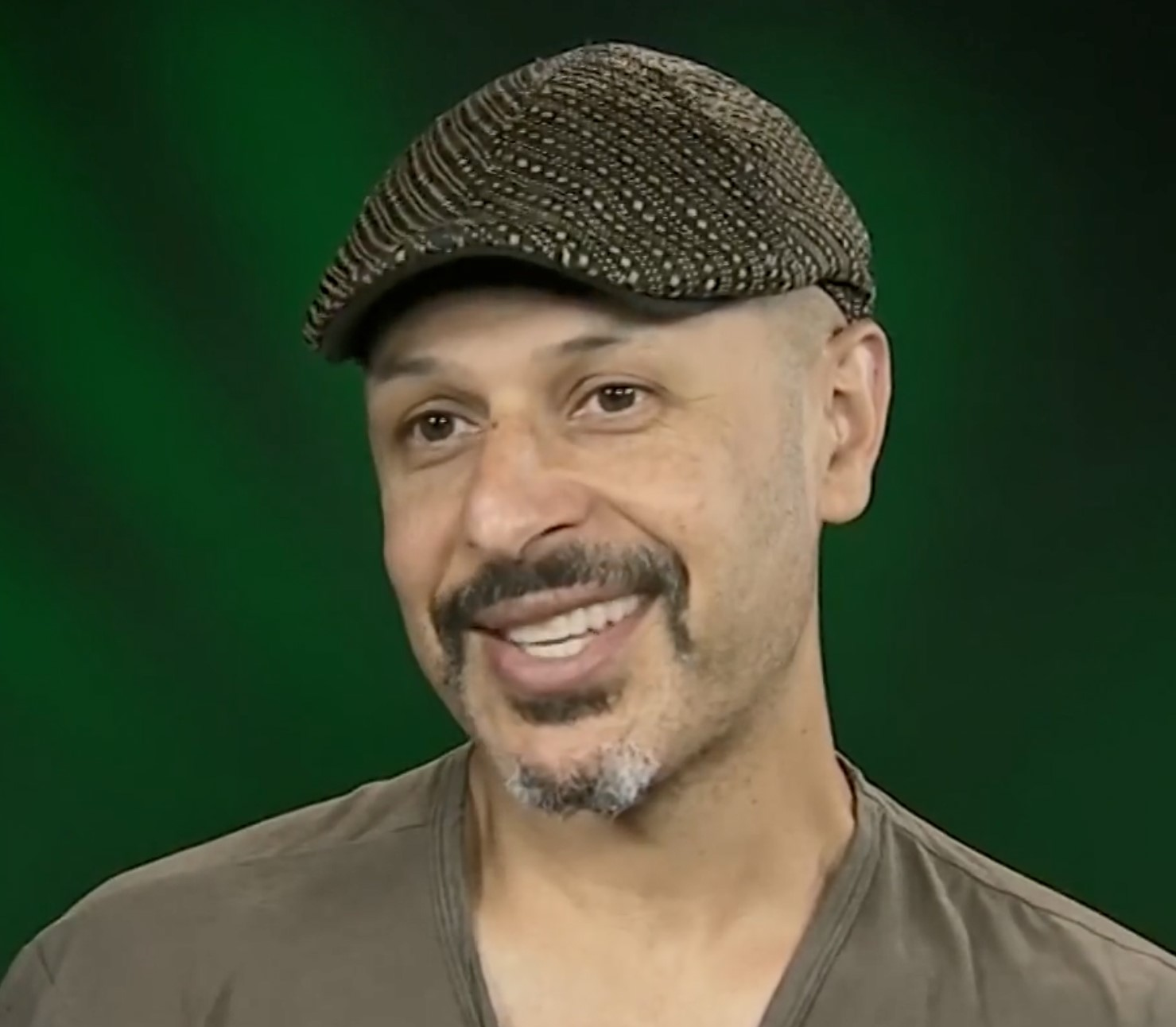
Maz Jobrani (2017)

Maziyar „Maz“ Jobrani (* 26. Februar 1972 in Teheran, Iran) ist ein US-amerikanischer Komiker und Schauspieler.

## Leben
Mit Ausbruch der Islamischen Revolution 1979 im Iran wanderte Jobranis Familie nach Kalifornien aus. Jobrani wuchs in Tiburon in der Bucht von San Francisco auf. Er besuchte die Redwood High School in Larkspur und studierte Politikwissenschaften und Italienisch an der University of California, Berkeley. Eine Promotion an der University of California, Los Angeles brach er zu Gunsten seiner Bühnenkarriere ab.
Jobrani trat in mehreren Clubs auf, darunter auch dem renommierten The Comedy Store, bevor er zu mehreren Fernsehauftritten in Shows wie The Colbert Report und The Late Late Show with Craig Ferguson gebucht wurden. Thematisch orientierte er sich auf Themen wie Rassismus, Islamfeindlichkeit und kulturelle Eigenheiten des Islam in den Vereinigten Staaten und im Mittleren Osten. Gemeinsam mit den Komikern Ahmed Ahmed, Aron Kader und Dean Obeidallah gründete er die Comedytournee Axis of Evil (deutsch: „Achse des Bösen“).
Als Schauspieler konnte er sich seit dem Jahr 2000 insbesondere durch Typecasting als Nebendarsteller für muslimische Figuren in Fernsehserien und Filmen etablieren. So war er unter anderem in Malcolm mittendrin, Law & Order und True Blood zu sehen. Im Kino sah man ihn vereinzelt in Kleinstrollen in Filmen wie 30 über Nacht und Die Dolmetscherin.
Seit 2006 ist Jobrani mit einer indischstämmigen Anwältin verheiratet. Das Paar hat zwei Kinder, einen Sohn und eine Tochter, und lebt in Kalifornien.

## Filmografie (Auswahl)
- 1999: Chicago Hope – Endstation Hoffnung (Chicago Hope, Fernsehserie, Folge 6x07)
- 2000: Malcolm mittendrin (Malcolm in the Middle, Fernsehserie, Folge 2x07)
- 2001: V.I.P. – Die Bodyguards (V.I.P., Fernsehserie, Folge 4x09)
- 2002: Friday After Next
- 2002: Im Zeichen der Libelle (Dragonfly)
- 2002: New York Cops – NYPD Blue (NYPD Blue, Fernsehserie, Folge 9x18)
- 2003–2004: Alles dreht sich um Bonnie (Life with Bonnie, Fernsehserie, 2 Folgen)
- 2004: 30 über Nacht (13 Going on 30)
- 2004: Lass es, Larry! (Curb Your Enthusiasm, Fernsehserie, Folge 4x10)
- 2004: Law & Order (Fernsehserie, Folge 14x23)
- 2004: The West Wing – Im Zentrum der Macht (The West Wing, Fernsehserie, Folge 5x10)
- 2005: Die Dolmetscherin (The Interpreter)
- 2008–2009: Rita Rockt (Rita Rocks, Fernsehserie, 6 Folgen)
- 2009: Better Off Ted – Die Chaos AG (Better Off Ted, Fernsehserie, 6 Folgen)
- 2013: Men at Work (Fernsehserie, Folge 2x05)
- 2014: Last Man Standing (Fernsehserie, Folge 3x16)
- 2014: Shameless (Fernsehserie, Folge 4x10)
- 2014: True Blood (Fernsehserie, Folge 7x01)
- 2015: Descendants – Die Nachkommen (Descendants, Fernsehfilm)
- 2016: Jimmy Vestvood: Amerikan Hero
- 2017–2018: Superior Donuts (Fernsehserie, 34 Folgen)

## Live-Programme
- Brown & Friendly (2009)
- I Come in Peace (2013)
- I’m Not a Terrorist, But I’ve Played One On TV (2015)